# Fruktsandbi
Fruktsandbi (Andrena gravida) är en art i insektsordningen steklar som tillhör överfamiljen bin och familjen grävbin. 

## Beskrivning
Fruktsandbiet är ett kraftigt byggt, knubbigt sandbi med en mellankropp som har orangebrun päls upptill och på benen, vitaktig på sidorna. Bakkroppen är mörk med breda, vita ränder mellan tergiterna. Honan blir 12 till 14 mm lång och hanen 10 till 13 mm.

## Ekologi
Arten finns i skogsbryn, gläntor, öppna gräsmarker som ängar och sluttningar, trädesåkrar samt åker- och vägrenar. Den är polylektisk, den flyger till blommande växter från många olika familjer, som korgblommiga växter (maskrosor, Tussilago, korsörter och tusenskönor), korsblommiga växter (krassingar, lommar, kålsläktet, marvioler och gatsenaper), strävbladiga växter (snokörter), näveväxter, kransblommiga växter, rosväxter (aplar, fingerörter, vinbärssläktet, hagtornssläktet och plommonsläktet) samt videväxter.
Fruktsandbiet gräver larvbon i sluttningar och vägrenar, gärna i små kolonier tillsammans med andra individer av samma art. Det visar en viss förkärlek för ler- och sandjord, även om den kan gräva i andra jordmåner. Arten parasiteras av gökbiet Nomada bifasciata, som lägger ägg i boet, ett i varje larvcell. Den resulterande larven dödar värdägget eller den nykläckta värdlarven, och lever sedan av den insamlade näringen.

## Utbredning
Arten finns i Europa från populationer i mellersta Skottland och södra England mera sammanhängande över kontinenten och fläckvis genom Östeuropa och Ryssland, samt vidare österut och sydöst till Centralasien och Turkiet. Norrut når den till Danmark, sydligaste Sverige och Estland, söderut till Sicilien, södra Grekland och västligaste Turkiet.
I Sverige förekommer den endast vid Löderup i Skåne, där den är rödlistad av Artdatabanken som sårbar (VU).
I Finland saknas arten helt.